# Saint-Vitte
Saint-Vitte is een gemeente in het Franse departement Cher (regio Centre-Val de Loire) en telt 136 inwoners (1999). De plaats maakt deel uit van het arrondissement Saint-Amand-Montrond.

## Geografie
De oppervlakte van Saint-Vitte bedraagt 17,3 km², de bevolkingsdichtheid is 7,9 inwoners per km².
De onderstaande kaart toont de ligging van Saint-Vitte met de belangrijkste infrastructuur en aangrenzende gemeenten.

## Demografie
Onderstaande figuur toont het verloop van het inwonertal (bron: INSEE-tellingen).